# 고바야시 모토후미
고바야시 모토후미(小林源文, 1951년 1월 28일~)는 일본의 만화가, 삽화가이다. 전쟁극화의 1인자라 불린다. 후쿠시마현에서 태어나, 초등학교 저학년 때부터 도쿄도에서 학교를 나와, 도쿄도에 거주하고 있다. 흑기사 이야기, Cat Shit One 등을 발표했다.

## 작품 목록
제2차 세계 대전을 배경으로 한 작품:
- 흑기사 이야기(黒騎士物語),[3] 1985년
- 판저 포!(パンツァーフォー！),[4] 1986년
- 장갑척탄병(装甲擲弾兵),[5] 1987년
- 판저 크리크(パンツァークリーク),[6] 1988년
- 강철의 사신(鋼鉄の死神),[7] 1989년 - 미하엘 비트만 전기.
- 불꽃의 기사(炎の騎士),[8] 1990년 - 요아힘 파이퍼 전기.
- 특전대 zbv(カンプグルッペZbv),[9] 1993년
- 해피 타이거(ハッピータイガー),[10] 1993년
- 동아총통특무대(東亜総統特務隊), 1995년 - '무장친위대의 일본인 외인부대'라는 설정의 코미디.
- 바르바로사 작전(バルバロッサ作戦), 2001년
- 타이푼 작전(タイフーン作戦), 2002년
- 블라우 작전(ブラウ作戦), 2003년
- 치타델레 작전(ツィタデル作戦), 2005년
- 아프리카 군단, 2006년 - 에르빈 롬멜 전기.
- 잠란트 1945(ザームラント1945), 2007년

베트남 전쟁을 배경으로 한 작품:
- Cat Shit One, 1998년

대체 역사 작품:
- RAID ON TOKYO/TOKYO WARS, 1991년 - 도쿄도와 니가타현에서 자위대가 소련군과 전투를 벌이는 이야기.
- 제2차 한국전쟁(第2次朝鮮戦争),[11] 1996년
- 사무라이 솔져(サムライ・ソルジャー),[12] 1999년
- 오메가 7(オメガ7), 2002년
- 오메가 J(オメガJ), 2003년

과학 소설:
- 원 맨 아미 게이츠(ワンマン・アーミー　ゲイツ),[13] 1987년
- 타임 트루퍼(タイム・トルーパー), 1989년
- 사관후보생 하이트(士官候補生ハイト),[14] 1989년